# Епархия Сарате — Кампаны
Епархия Сарате — Кампаны (лат. Dioecesis Zaratensis-Campanensis) — епархия Римско-Католической церкви с центром в городе Кампана, Аргентина. Епархия Сарате — Кампаны входит в митрополию Мерседеса — Лухана. Кафедральным собором епархии Сарате — Кампаны является церковь святой Фиорентины в городе Кампана. В городе Белен-де-Эскобар находится сокафедральный собор Рождества Христова.

## История
27 марта 1976 года Папа Римский Павел VI выпустил буллу «Qui divino Concilio», которой учредил епархию Сарате — Кампаны, выделив её из епархий Сан-Исидро и Сан-Николаса-де-лос-Арройоса. До 2019 года входила в митрополию Ла-Платы.

## Ординарии епархии
- епископ Альфредо Марио Эспосито Кастро, C.M.F.[1] (21.04.1976 — 18.12.1991);
- епископ Рафаэль Элеутерио Рей (18.12.1991 — 3.02.2006);
- епископ Оскар Доминго Сарлинга (с 3 февраля 2006 года).

## Источник
- Annuario Pontificio, Libreria Editrice Vaticana, Città del Vaticano, 2003, ISBN 88-209-7422-3